# جو-آن: شروع یک پایان
جو-آن: شروع یک پایان (انگلیسی: Ju-On: The Beginning of the End) فیلمی در ژانر ترسناک است که در سال ۲۰۱۴ منتشر شد. از بازیگران آن می‌توان به نوزومی ساساکی اشاره کرد.

## داستان
خانواده یاماگا ، مقامات و مربی فرزند خانواده ، توشیو ، خانه را جستجو کرده و توشیو را در کمد اتاق خواب مرده یافت.
نه سال بعد ، گروهی از دانش آموزان دبیرستانی: نانامی ، یایوی ، آوی و رینا ، به خانه سابق یاماگا ، که اکنون توسط خواهر بزرگتر یاومی برای فروش گرفته شده است ، بازدید می کنند. به دلیل شایعاتی که در این خانه تعقیب شده است ، نانامی از ورود به خانه جلوگیری می شود. در حالی که دیگران نقشه هایی پیدا می کنند که مرگ وحشتناک را بر روی آنها نشان می دهد و می خندند ، نانامی صدایی می شنود و مایع سیاه می بیند. او سعی می کند فرار کند اما توشیو او را می گیرد. غافل از آن ، دوستان او را ترک می کنند. بعداً یایوئی   توسط توشیو سائکی در بیمارستان بستری می شود. نانامی و آوی متوجه می شوند که رینا از دیدار خانه مجنون شده است. سپس رینا توسط توشیو در یخچال نیز گرفته می شود. خواهرزاده آوی ، کیوسوکه ، نگران این است که آوی از خانه دیدن کند. در حمام ، توشیو با پاره کردن فک خود ، اوی را می کشد و آن را برای یافتن خواهرش می گذارد. نانامی قبل از اینکه به بیرون کشیده شود و از صفحه نمایش کشته شود ، توسط دوستان مرده خود در قطار وحشت می کند. در همین حال ، خواهر یاومی خانه را به زوجی به نام خود می فروشدتئو و کایاکو ساکی ۱۰
سال بعد ، یک معلم مدرسه ابتدایی ،.....